# Split Enz
Split Enz é um grupo musical neozelandês cuja música é uma mescla de vários estilos como rock, art rock, new wave, punk rock, vaudeville, swing e pop.
O conjunto também era conhecido pelo figurino exótico de seus integrantes. Nas apresentações do grupo era comum o uso de roupas com cores berrantes, exagero em algumas performances, nas fotografias e outras  esquisitices.
O Split Enz foi liderado, em sua fase inicial, por Tim Finn e Phil Judd e, a partir do quarto ano, pelos irmãos Tim e Neil Finn.
Em 1980, o grupo chegou ao sucesso com o álbum True Colours e com o single "I got you". Quatro anos mais tarde, o conjunto chegava ao fim e os membros criaram outras bandas como Crowded House e Finn Brothers, embora tenham se reunido posteriormente em muitos eventos.

## Membros
- Geoff Chunn ( bateria ) 1973-74
- Mike Chunn ( baixo ) 1972-77
- Noel Crombie ( bateria , percussão) 1974-84
- Emlyn Crowther ( bateria ) 1974-76
- Neil Finn ( voz , guitarra , teclados ) 1977-84
- Tim Finn ( voz , piano , guitarra ) 1972-84
- Robert Gillies ( saxofone , trompete ) 1973-74 , 1974-78
- Miles Golding ( violino ) 1972-73
- Malcom Green ( bateria ) 1976-81
- Noel Griggs ( baixo ) 1977-84
- Paul Hester ( bateria ) 1983-84
- Mike Howard ( flauta ) 1972-73
- Philip Judd ( voz , guitarra , bandolim) 1972-77 , 78
- Eddie Rayner ( teclados ) 1974-84
- Wally Wilkinson ( guitarra ) 1973-75

## Discografia
- Mental Notes (1975)
- Second Thoughts (1976)
- Dizrythmia (1977)
- Frenzy (1979)
- True Colours (1980)
- Waiata (1981)
- Time and Tide (1982)
- Conflicting Emotions (1983)
- See Ya 'Round (1984)